# Oscar XXVIII
Oscar XXVIII est une comédie-vaudeville en 2 actes d'Eugène Labiche, représentée pour la 1re fois à Paris au Théâtre des Variétés le 29 juillet 1848.

Collaborateurs Adrien Decourcelle et Jules Barbier.

Éditions Beck.

## Distribution
| Acteurs et actrices ayant créé les rôles |                      |
| Personnage                               | Acteur ou actrice    |
| Le prince Oscar XXVIII                   | Charles Pérey        |
| Lucien, voyageur                         | Charles Fechter      |
| Le major d'Honspeck, premier ministre    | Jean-Baptiste Rébard |
| Friedmann, aubergiste et bourgmestre     | Antoine Dussert      |
| Maître Petrus, gouverneur du prince      | Charles Gallin       |
| Charlotte, fille de Friedmann            | Eugénie Saint-Marc   |
| Béath, servante de Friedmann             | Cœlina Fouquet       |
| Trick                                    | Georges              |